# Front Unit d'Alliberament d'Assam
El Front Unit per l'Alliberament d'Assam (United Liberation Front of Assam, conegut com a ULFA) és un moviment armat d'alliberament del poble assamès.
Fou creat per Paresh Barua i altres companys incloent Rajiv Raj Konwar àlies Arabinda Rajkhowa, Golap Baruah àlies Anup Chetia, Samiran Gogoi àlies Pradip Gogoi i Bhadreshwar Gohain, el 7 d'abril de 1979, a l'històric Rang Ghar a Sibsagar, amb l'objectiu d'establir un estat sobirà i socialista a Assam per mitjà de la lluita armada.
Durant anys gairebé no va tenir activitat. El 1986 es va aliar al Consell Nacional Socialista de Nagaland i a l'Exèrcit de d'Independència Katxin (KIA) de Myanmar, i va obtenir armes i entrenament. Se suposa també que els serveis secrets pakistanesos (ISI) i la Defense Forces Intelligence (DFI) de Bangladesh van col·laborar en el seu desenvolupament.
Les principals bases es van establir a la vall de Samdrup Jongkhar a Bhutan. Es va establir tanmateix una aliança amb els Tigres de l'Alliberament de Tamil Eelam (LTTE). Aviat van dominar algunes zones i allí es van establir programes de reforma agrària, abolició de la beguda alcohòlica i altres coses perjudicials per al poble, i es van establir granges col·lectives (les principals a Goalpara, Lakhimpur i Dhemaji), es van construir camins en treball cooperatiu i es van fer altres avenços socials. Van arribar a infiltrar-se a la policia i a l'administració de l'estat
El Partit Popular d'Assam (Asom Gana Parisad, AGP) havia arribat per primera vegada al govern de l'estat el desembre del 1985 i el seu ministre de l'Interior, Bhrigu Kumar Phukan fou acusat de donar suport al ULFA i es va establir el govern presidencial sobre l'estat (28 de novembre de 1990). L'ULFA fou declarat il·legal el 1990 com a organització terrorista, mentre que el Departament d'Estat dels Estats Units l'inclou entre "altres grups de preocupació".
Una operació contra l'ULFA anomenada Operation Bajrang es va acabar l'abril de 1991 amb la mort de més de 200 soldats assamesos, i va permetre la celebració de noves eleccions (juny de 1991) en las que el Partit del Congrés va obtenir la majoria, formant govern el líder local del Congrés, Hiteshwar Saikia. Però aviat l'ULFA va reprendre l'activitat armada i l'exèrcit va haver de fer una nova operació militar de gran abast anomenada Rhino (15 de setembre de 1991) que va durar fins al 14 de gener de 1992, i en la que l'ULFA va perdre més de dos mil soldats. Una posterior amnistia va produir la rendició d'un 400 soldats més, però tot i així l'activitat militar de l'ULFA va persistir.
L'abril de 1995 l'exèrcit va iniciar l'operació Golden Bird, que va causar la mort de 50 soldats assamesos. El 1998 centenars de militants van abandonar l'organització que, si bé sembla haver perdut el massiu suport del que va gaudir durant els anys noranta, encara té fortes simpaties entre la població.
L'actual líder (2000) és Arabinda Rajkhowa (ala política); Paresh Barua dirigeix l'ala militar, i té a les seves ordres al cap d'operacions Raju Baruah. Com a secretari d'afers exteriors actua Sasha Choudhury, i com a Secretari de Publicitat ho fa Mithing Daimary.
La bandera de l'ULFA ha estat erròniament informada i publicada com a vermella amb dos punyals gurkhes creuats. Aquesta bandera, que s'ha arribat a dir que era la bandera de l'estat d'Assam, és en realitat la bandera d'una divisió índia que precisament lluita per mantenir el domini indi a Assam. La bandera correcta de l'ULFA és amb dues franges horitzontals, groga a dalt i verda a sota; a la part groga, a l'esquerra, té un estel o sol roig de vuit puntes.